# Сотеро, Жак
Мари Морис Жак Альфред Сотеро́ (фр. Marie Maurice Jacques Alfred Sautereau, 7 сентября 1860 — 23 ноября 1936) — французский крокетчик, бронзовый призёр летних Олимпийских игр 1900.
На Играх Сотеро участвовал в соревнованиях среди одиночек по два мяча. В первом раунде он выиграл у своего соотечественника Блашера со счётом 2:0 (41:19). Во втором, он дважды проиграл французам Кретьену Вейделику и Виньеро, но выиграл ещё раз у Блашера, сумев занять третье место.
Кроме того, он соревновался среди одиночек по одному мячу, но не закончил соревнование.
Вместе с Сотеро в соревнованиях по крокету на Олимпийских играх в Париже принимали участие две его кузины (Жанна Фийоль-Брои и Мари Ойе), а также кузен Марсель Энтьен (фр. Marcel Haëntjens).